# Сотаки
Сотаки (словац. Sotáci) — етнографічна група словаків, які мешкають в долині Лабірця, Удави та Цірохи і в районі Собранце, перехідна група між словаками і русинами-українцями.

## Назва
Назва походить від характеристичного «со» (словац. so), замість словацького «чо» (словац. čo), словацького діалектного (східнословацькі діалекти) «цо» (словац. co), українського «що», українського діалектного (південно-лемківські говори) «шо», «што».

## Віра
Віруючі — римо-католики, греко-католики, православні.

## Мова
Говорять на сотацькому діалекті, який належить до ужських діалектів словацької мови.